# STK10
STK10‏ (Serine/threonine kinase 10) هوَ بروتين يُشَفر بواسطة جين STK10 في الإنسان.